# Società per la Trazione Elettrica
Società per la Trazione Elettrica (S.T.E.), zuvor Società in Accomandita Ing. Carlo Frigerio & C., war ein italienischer Hersteller von Automobilen.

## Unternehmensgeschichte
Carlo Frigerio gründete 1905 in Mailand das Unternehmen Società in Accomandita Ing. Carlo Frigerio & C. Er begann zusammen mit Camona, Giussani e Turrinelli mit der Produktion von Automobilen. Der Markenname lautete Frigerio. Noch im gleichen Jahr änderte sich der Unternehmensname in Società per la Trazione Elettrica (S.T.E.). 1909 endete die Produktion.

## Fahrzeuge

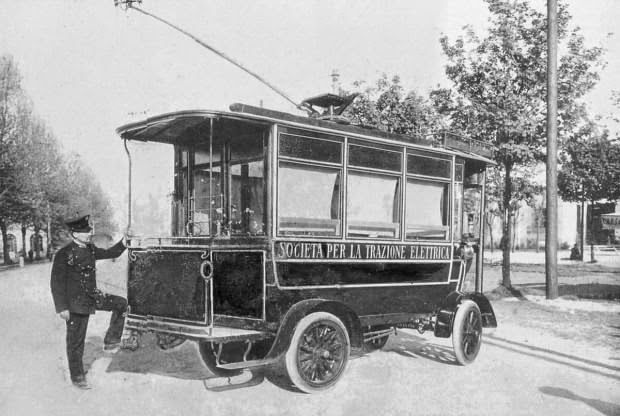
Trolleybus des Unternehmens

Das Unternehmen stellte Elektroautos her.
Außerdem entstanden Oberleitungsbusse mit Cantono-Frigerio-Stromabnehmer. Für den Antrieb sorgte ein Elektromotor.